# 第29回ニューヨーク映画批評家協会賞
第29回ニューヨーク映画批評家協会賞は、1963年の優秀な映画に贈られた賞である。

## 受賞
- 作品賞：
  - 『トム・ジョーンズの華麗な冒険』
- 主演男優賞：
  - アルバート・フィニー - 『トム・ジョーンズの華麗な冒険』
- 主演女優賞：
  - パトリシア・ニール - 『ハッド』
- 監督賞：
  - トニー・リチャードソン - 『トム・ジョーンズの華麗な冒険』
- 脚本賞：
  - アーヴィング・ラヴェッチ、ハリエット・フランク・Jr - 『ハッド』
- 外国語映画賞：
  - 8 1/2（ イタリア・ フランス）